# Данг (район)
Данг (непальск. दाङ जिल्ला) — один из 75 районов Непала. Входит в состав зоны Рапти, которая, в свою очередь, входит в состав Среднезападного региона страны. Административный центр района и его крупнейший муниципалитет — город Гхорахи. На территории данного района расположен также административный центр зоны Рапти — город Тулсипур (второй по величине муниципалитет района).
Граничит с районом Сальян (на северо-западе), районом Ролпа (на севере), районом Пьютхан (на северо-востоке), районом Банке зоны Бхери (на западе), районами Капилвасту и Аргхакханчи зоны Лумбини (на востоке), индийским штатом Уттар-Прадеш (на юге). Площадь района составляет 2955 км².
Район Данг включает верхнюю восточную часть параллельных долин Данг и Деукхури, которые продолжаются дальше на запад, на территорию района Банке. Эти долины являются частью физико-географического региона Внутренние Тераи. Помимо упомянутых долин район включает прилегающие к ним горные хребты. Граница с Индией здесь проходит по внешним предгорьям хребта Сивалик (здесь его называют Дудхва), таким образом, Внешние Тераи расположены на данном участке уже на территории Индии.
Хребет Дудхва достигает на гребне высоты 700 м и плавно спускается к северу в долину Деукхури до отметки 250 м (у реки Рапти). Река Рапти течёт вдоль хребта Дудхва на запад около 100 км, прежде чем имеет возможность повернуть на юго-запад и устремиться вниз, на территорию Индии. К северу от долины Деукхури расположен хребет Данг, достигающий отметок в 1000 м над уровнем моря. Этот хребет отделяет долину Деукхури от долины Данг, расположенной севернее на отметках от 600 до 700 м. По долине Данг протекает река Бабаи, которая является притоком реки Гхагхра (Карнали). Севернее этой долины поднимается хребет Махабхарат, достигающий отметок 1500—1700 м.
Население по данным переписи 2011 года составляет 552 583 человека, из них 261 059 мужчин и 291 524 женщины. По данным переписи 2001 года население насчитывало 462 380 человек. Большая часть населения представлена народом тхару. Хребты Шивалик и Махабхарат являются буферными зонами, которые долгое время изолировали население долин от народов равнинного севера Индии (на юге) и от народов горных районов (на севере). В долине Деукхуру до конца 1950-х годов была широко распространена малярия. Долина Данг расположена выше и климат там более сухой и здоровый, поэтому она была более привлекательна для поселенцев из других районов до начала борьбы с малярией.
96,47 % населения исповедуют индуизм; 1,34 % — христианство; 1,16 % — буддизм и 0,87 % — ислам.